# Ріо-Ранчо (Нью-Мексико)
Ріо-Ранчо (англ. Rio Rancho) — місто (англ. city) на південному заході США, в округах Сандовал і Берналільйо штату Нью-Мексико. Населення — 104 046 осіб (2020). Це третє за величиною та найбільш швидко зростаюче місто штату. Входить до міської статистичної області Альбукерке.

## Географія
Ріо-Ранчо розташоване за координатами 35°17′6″ пн. ш. 106°41′56″ зх. д. / 35.28500° пн. ш. 106.69889° зх. д. (35.285096, -106.698869).  За даними Бюро перепису населення США в 2010 році місто мало площу 268,51 км², з яких 267,69 км² — суходіл та 0,83 км² — водойми.

### Клімат
| Клімат : Ріо-Ранчо       | Клімат : Ріо-Ранчо | Клімат : Ріо-Ранчо | Клімат : Ріо-Ранчо | Клімат : Ріо-Ранчо | Клімат : Ріо-Ранчо | Клімат : Ріо-Ранчо | Клімат : Ріо-Ранчо | Клімат : Ріо-Ранчо | Клімат : Ріо-Ранчо | Клімат : Ріо-Ранчо | Клімат : Ріо-Ранчо | Клімат : Ріо-Ранчо | Клімат : Ріо-Ранчо |
| Показник                 | Січ.               | Лют.               | Бер.               | Квіт.              | Трав.              | Черв.              | Лип.               | Серп.              | Вер.               | Жовт.              | Лист.              | Груд.              | Рік                |
| Абсолютний максимум, °C  | 23,3               | 27,8               | 32,2               | 34,4               | 41,7               | 42,2               | 43,9               | 41,1               | 38,9               | 35,0               | 28,3               | 23,9               | 43,9               |
| Середній максимум, °C    | 11,7               | 15,0               | 19,4               | 24,4               | 29,4               | 34,4               | 35,6               | 33,9               | 30,6               | 24,4               | 16,7               | 11,7               | 24,0               |
| Середній мінімум, °C     | −1,1               | 1,1                | 3,9                | 7,2                | 11,7               | 16,1               | 20,0               | 20,0               | 15,0               | 8,3                | 2,8                | −1,1               | 8,7                |
| Абсолютний мінімум, °C   | −15                | −13,3              | −7,8               | −3,3               | 2,8                | 7,8                | 10,6               | 9,4                | 5,0                | −5                 | −8,3               | −15,6              | −15,6              |
| Норма опадів, мм         | 8                  | 10                 | 17                 | 13                 | 12                 | 15                 | 32                 | 44                 | 25                 | 24                 | 15                 | 12                 | 226                |
| ------------------------ | ------------------ | ------------------ | ------------------ | ------------------ | ------------------ | ------------------ | ------------------ | ------------------ | ------------------ | ------------------ | ------------------ | ------------------ | ------------------ |
| Джерело: Weather Channel |                    |                    |                    |                    |                    |                    |                    |                    |                    |                    |                    |                    |                    |

## Демографія
Згідно з переписом 2010 року, у місті мешкала 87 521 особа в 31 892 домогосподарствах у складі 23 248 родин. Густота населення становила 326 осіб/км².  Було 33964 помешкання (126/км²).
Расовий склад населення:
| - 76,0 % — білих - 3,2 % — корінних американців - 2,9 % — чорних або афроамериканців - 1,9 % — азіатів - 0,2 % — вихідців з тихоокеанських островів - 11,1 % — осіб інших рас |

До двох чи більше рас належало 4,7 %. Частка іспаномовних становила 36,7 % від усіх жителів.
За віковим діапазоном населення розподілялося таким чином: 28,1 % — особи молодші 18 років, 61,1 % — особи у віці 18—64 років, 10,8 % — особи у віці 65 років та старші. Медіана віку мешканця становила 35,9 року. На 100 осіб жіночої статі у місті припадало 94,9 чоловіків;  на 100 жінок у віці від 18 років та старших — 91,0 чоловіків також старших 18 років.
Середній дохід на одне домашнє господарство  становив 73 578 доларів США (медіана — 60 893), а середній дохід на одну сім'ю — 83 743 долари (медіана — 69 979). Медіана доходів становила 50 576 доларів для чоловіків та 39 915 доларів для жінок. За межею бідності перебувало 11,4 % осіб, у тому числі 14,3 % дітей у віці до 18 років та 7,2 % осіб у віці 65 років та старших.
Цивільне працевлаштоване населення становило 41 036 осіб. Основні галузі зайнятості: освіта, охорона здоров'я та соціальна допомога — 23,8 %, роздрібна торгівля — 12,9 %, науковці, спеціалісти, менеджери — 10,6 %, мистецтво, розваги та відпочинок — 10,2 %.